# Karakorum (Gebirge)
Der Karakorum ist ein bis zu 8611 m hohes Gebirge in Südasien beziehungsweise Hochasien. Er trägt mit dem K2 den zweithöchsten Berg der Erde sowie mit Broad Peak (8051 m), Gasherbrum I („Hidden Peak“, 8080 m) und Gasherbrum II (8034 m) drei weitere Achttausender. Außerdem befinden sich hier 63 eigenständige Siebentausender und etliche Nebengipfel. Der Karakorum erstreckt sich über den Norden Pakistans, Indiens und den Westen Chinas, Teile des Grenzverlaufs sind umstritten. Der Indus und dessen Zufluss Shyok wird häufig als Abgrenzung des Karakorum von der Himalaya-Hauptkette im Südosten genannt.
Das Gebirge hat eine Ausdehnung von etwa 700 Kilometern Länge und eine Breite von 100 bis 150 Kilometern und erstreckt sich in einem leichten Bogen von Nordwest nach Südost.
Der Karakorum wird als höchstes Gebirge der Welt bezeichnet. Der höchste Berg der Erde, der Mount Everest, liegt zwar nicht im Karakorum, aber mehr als die Hälfte der Gebirgsfläche liegt oberhalb von 5000 Metern. Das Hochland von Tibet liegt zwar ebenfalls auf einer Höhe von 4500 bis 5000 Metern, ist aber relativ flach oder gewellt, wohingegen der Karakorum mit seinen steilen Bergen und tiefen Tälern die größte Fläche an topografischem Relief über 6000 Meter aufweist.

## Name
Der Name Karakorúm kommt aus den Turksprachen und bedeutet „schwarzes Geröll“. Er leitet sich vom Karakorum-Pass ab, der selbst südöstlich außerhalb des Gebirges liegt. Dort finden sich die namensgebenden schwarzen Schutthalden. Eine weitere mögliche Erklärung liegt darin, dass die Turkvölker Farben mit Himmelsrichtungen assoziieren. Kara („schwarz“) steht dabei für „Norden“ oder „nördlich“. Kara-korum könnte daher auch „nördlich des Gerölls“ oder „nördliches Geröll“ bedeuten.
Der Engländer William Moorcraft (1767–1825) gilt als der erste europäische Geograf, der den Namen Karakorúm für das Gebirge zwischen Industal und Tarim-Becken verwendete. Der Name setzte sich zunächst durch, erst gegen Ende des 19. Jahrhunderts kamen Zweifel an seiner Eignung. Treffender schien ein Name der einheimischen Bevölkerung: Muztagh bedeutet „Eisberg“ und beschreibt damit das stark vergletscherte Hochgebirge angemessen.
Von verschiedenen Seiten wurden Anstrengungen unternommen, den Namen Karakorum durch Muztagh zu ersetzen. Diese Bemühungen brachten jedoch mehr Verwirrung als Nutzen, denn die Bezeichnung Muztagh ist vieldeutig und findet sich auch außerhalb des Karakorum, beispielsweise im Pamir beim Berg Muztagata. Günter Dyhrenfurth wies darauf hin, dass der Begriff Muztagh nur in zusammengesetzten Namen zu verwenden ist. Darüber hinaus wurde Muztagh eher als eine Beschreibung denn als eine Bezeichnung empfunden, die Beibehaltung des Namens Karakorum wurde empfohlen.
Dem folgte die Karakorum-Konferenz 1937, indem sie das Gebirge in Großen Karakorum und Kleinen Karakorum unterteilte. Der Ausdruck Muztagh wurde für die Gebirgszüge innerhalb des Großen Karakorum verwendet, z. B. Baltoro Muztagh oder Hispar Muztagh.

## Geografie

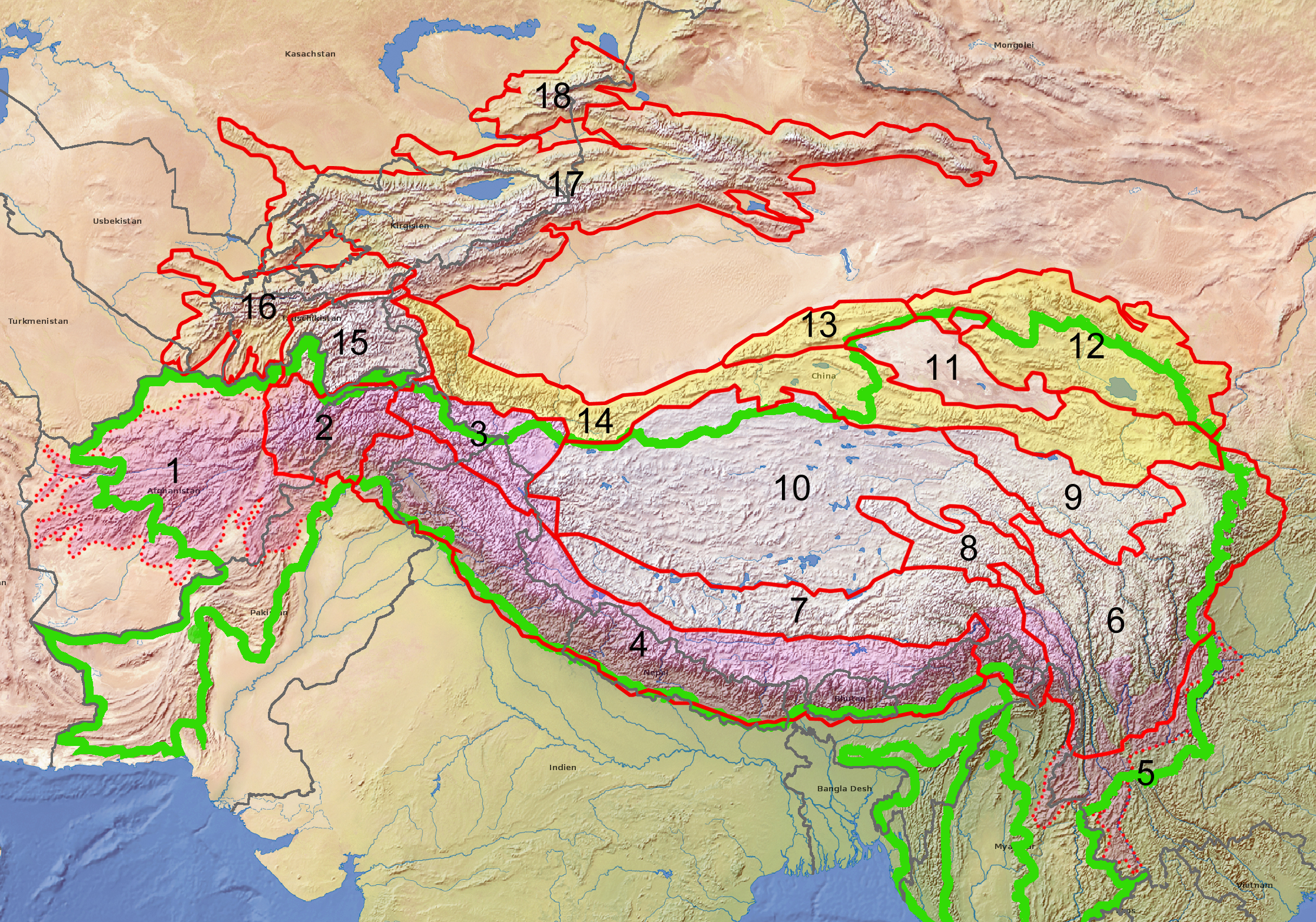
Das Karakorum (Nr. 3) als Teil Hochasiens

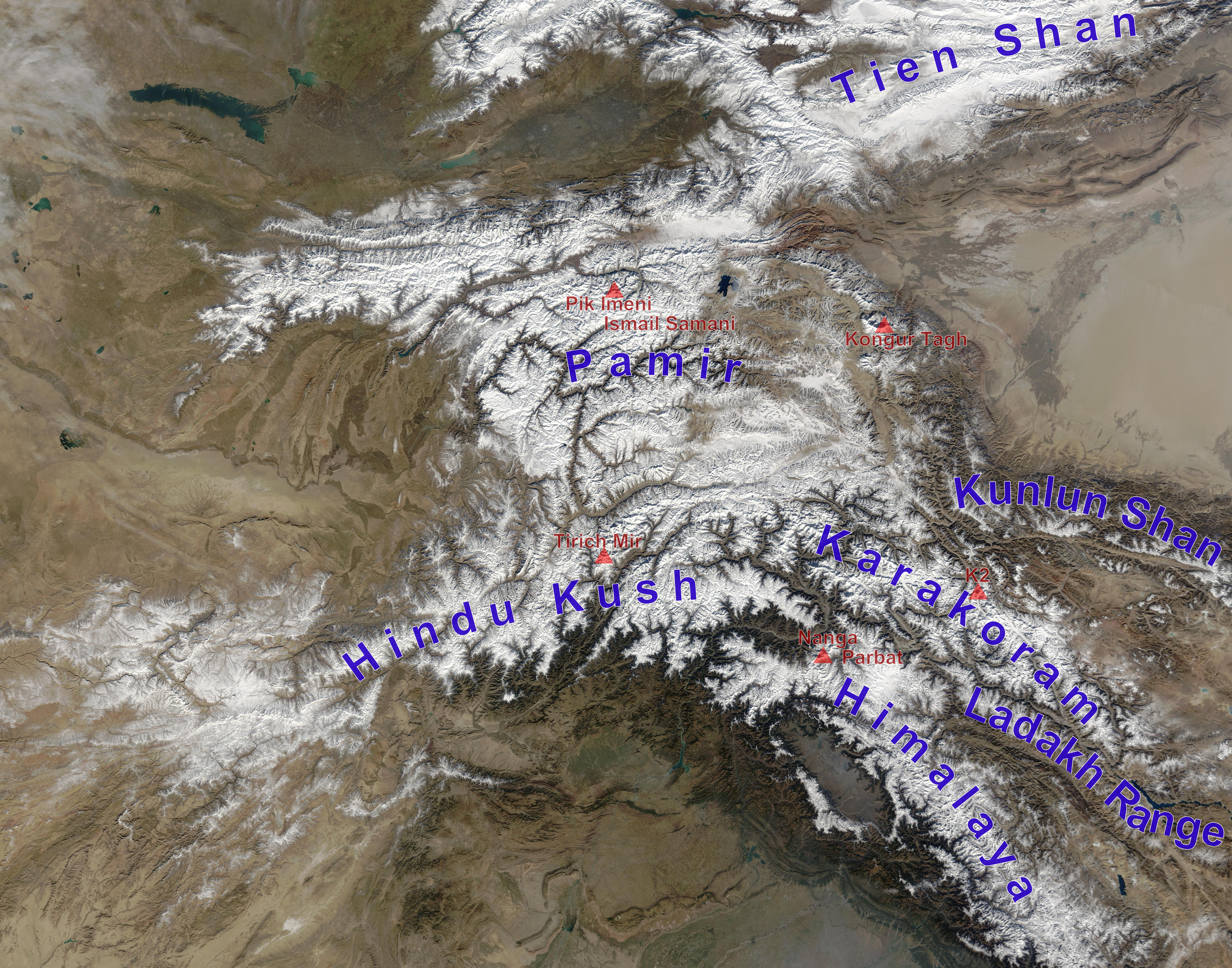
Der Karakorum und seine Nachbargebirge (sowie deren höchste Gipfel). Korrektur zum Bild: Der Hinduraj liegt unter dem „sh“ von „Hindu Kush“. Dieser geht eigentlich bis über das erste „a“ von „Karakorum“ auf Höhe des „K“ von „Kunlun Shan“.

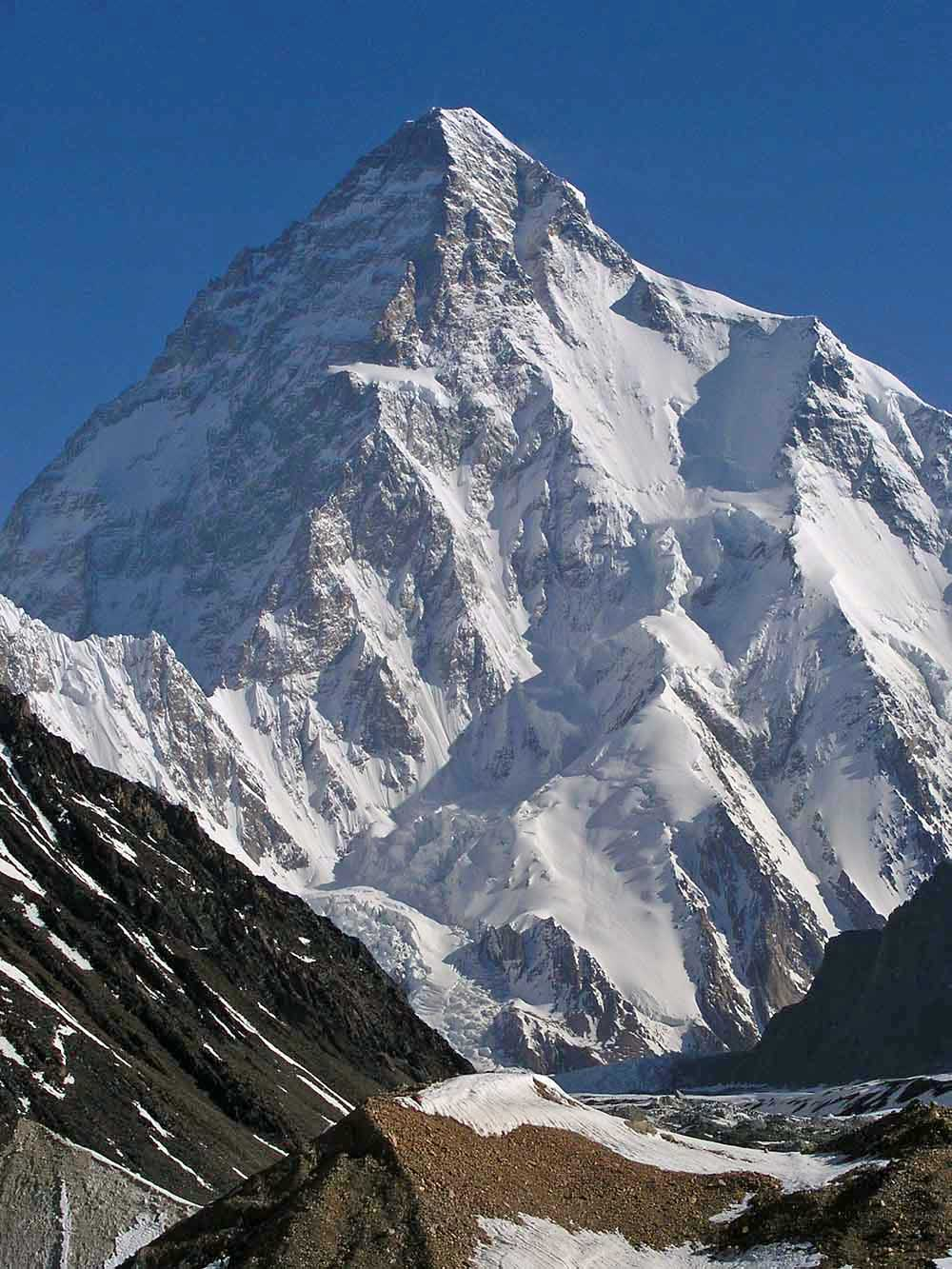
Der zweithöchste Berg der Erde: K2 (8.611 m) im Zentral-Karakorum

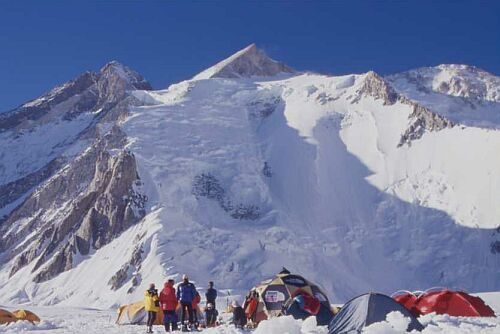
Gasherbrum II (8.035 m),
Hochlager auf 5.900 m Höhe

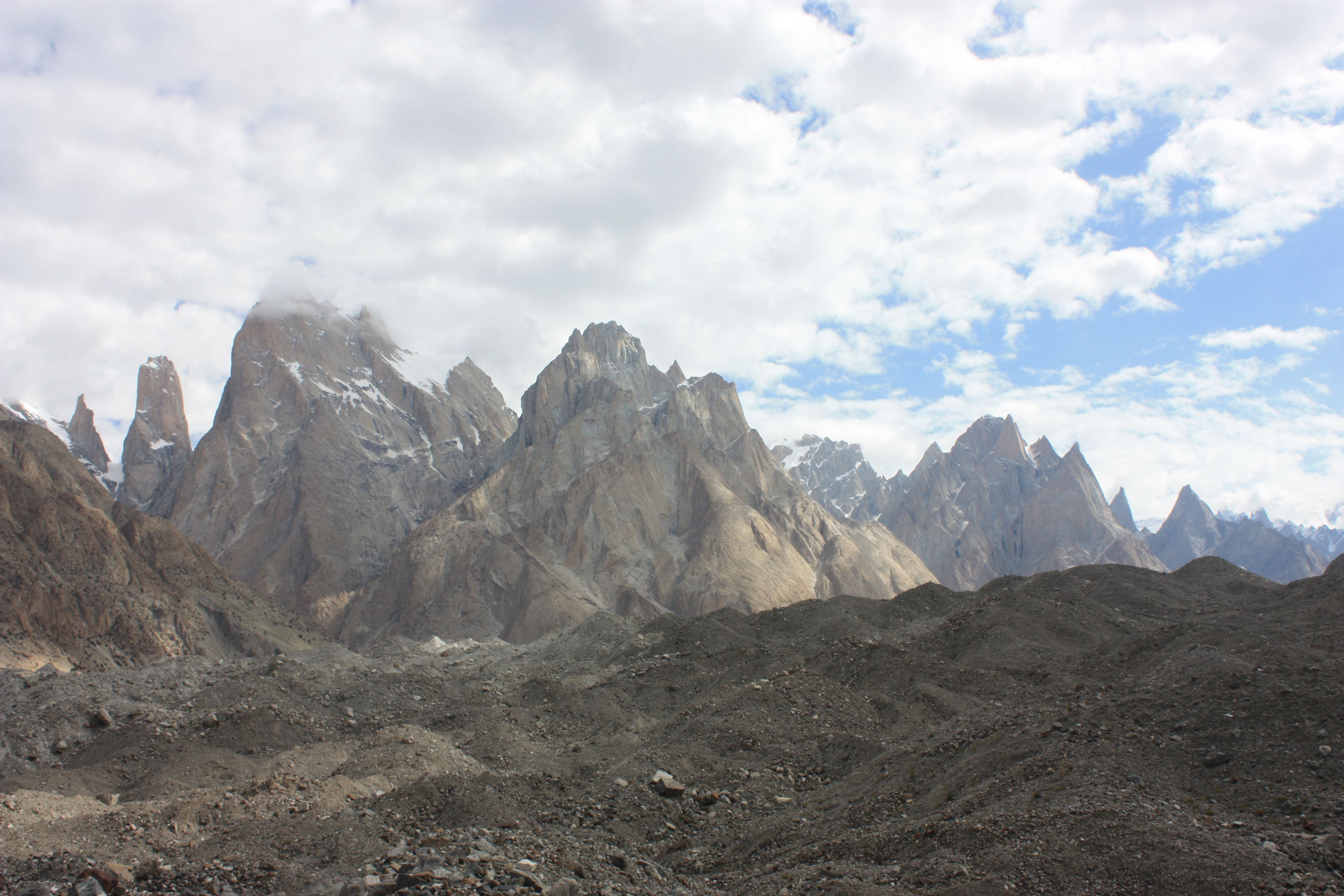
Auf der Nordseite des Baltoro-Gletschers liegen die Granittürme der Trango-Gruppe

### Geografische Grenzen
- Karte mit allen Koordinaten:
- OSM |
- WikiMap

Die Karakoram-Conference 1936/37 bestand aus Teilnehmern des Survey of India, der Royal Geographic Society, des Alpine Club und des Himalayan Club. Sie schlug die heute überwiegend gültige Einteilung des Gebirges vor, nach der die Grenzen des Karakorum festgelegt wurden.
Der Fluss Shyok wird von den Gletschern auf der Ostseite des südöstlichen Teils der Karakorum-Hauptkette gespeist. Er fließt zunächst nach Süden und biegt dann nach Nordwesten ab und strömt dem Indus zu. Der Oberlauf des Shyok stellt die östliche Grenze des Karakorum dar. Die Südgrenze des Karakorum zur Ladakh Range ist definiert durch den Shyok von dessen Biegung im Osten (⊙) bis zur Mündung in den Indus (⊙). Dort beginnt die kurze Grenze des Karakorum zum Himalaja, die dem Indus flussabwärts bis zur Einmündung des Gilgit-Flusses (⊙) folgt, wo die Grenze zum Hinduraj anfängt. Weiter den Gilgit flussaufwärts bis zur Einmündung des Ishkoman im Westen (⊙). Der Ishkoman, dessen nördlicher Oberlauf als Karambar bezeichnet wird, stellt die westliche Grenze dar. An der Stelle, wo die Grenze das Tal Richtung Nordosten hinauf zum Chillinji-Pass (⊙) verlässt, stoßen Karakorum, Hinduraj und Hindukusch aufeinander. Der Pass bildet die Nordwest-Ecke des Gebirges. Die Nordgrenze zum Hindukusch verläuft vom Chillinji-Pass durch das Tal des Flusses Chapursan nach Osten, bis sie kurz vor dessen Mündung in das Tal des Hunza nach Norden über den Kermin-Pass (⊙) in das nördliche Nachbartal wechselt. Hier folgt sie dem Kilik nach Osten bis zu dessen Zusammenfluss mit dem Fluss Kunjirap (⊙). Die Karakorumgrenze verläuft weiter das Kunjirab-Tal hinauf bis zum Kunjirap-Pass (⊙), der die Grenze zu China darstellt. Von dort geht es weiter zum Oprang-Pass und dann nach Osten das Oprang-Tal hinab bis zu dessen Einmündung ins Shaksgam-Tal (⊙). Das Shaksgam-Tal aufwärts führt die Karakorum-Nordgrenze in südöstliche Richtung weiter bis zur Quelle des Shaksgam am gleichnamigen Pass (⊙).
Von dort geht die Ostgrenze auf der Ostseite des Rimogletschers (⊙) weiter und verläuft durch das Tal des am Rimogletscher entspringenden Shyok nach Süden.

### Nachbargebirge
Das Hochgebirge befindet sich zwischen dem Pamir im Norden, den Aghil-Bergen und dem Kunlun Shan im Osten, der Ladakh Range im Südosten und dem Himalaya im Süden und dem Hindukusch im Westen. Als etwa 500 km langes Gebirge breitet es sich im westlichen China, im nördlichen Indien und im nordöstlichen Pakistan in Nordwest-Südost-Richtung aus.

### Karakorum und Himalaya
Die Frage nach der Zugehörigkeit des Karakorum zum Himalaya wird unterschiedlich beantwortet: Als nördliche und westliche Grenze des eigentlichen Himalayas gilt der Indus, der den Himalaya im Nordwesten und Norden von Hindukusch und Karakorum abgrenzt und im Nordosten von der Ladakh Range und deren südöstlichen Verlängerung, die als Transhimalaya bezeichnet wird. Der Schweizer Himalayaforscher Günter Oskar Dyhrenfurth empfahl bereits 1935 als korrekte Bezeichnung („wenn auch etwas langatmig“) Karakorum-Himalaya. In seinem Buch „Der dritte Pol“, einem Standardwerk über den Himalaya, begründet er dies so:

„Die Trennung von eigentlichem Himalaya und Karakorum durch Shayok- und Industal geht nicht tiefer als z. B. der Gegensatz zwischen den (ostalpinen) kristallinen Zentral-Alpen und den (südalpinen) Dolomiten, oder zwischen Berner Oberland und Walliser Alpen.“

Die Bezeichnung Karakorum-Himalaya hat sich jedoch nicht durchgesetzt (auch Dyhrenfurth verwendete sie nicht) und eine Trennung zwischen Karakorum und Himalaya findet ebenso Befürworter. Dennoch liegt Dyhrenfurth richtig in seiner Einschätzung, dass die geologischen Gemeinsamkeiten zwischen Himalaya und Karakorum größer sind als die zwischen Zentral- und Südlichen Kalkalpen. So bilden zum Beispiel der zum eigentlichen Himalaya zählende Nanga Parbat mit dem nördlich (jenseits des Industals) gelegenen Haramosh eine geologische Einheit, man spricht hier vom Nanga Parbat-Haramosh massif.  Dyhrenfurth verwendete schließlich den Begriff „Himalaya-System“, in dem der Karakorum enthalten war.
Die Plattentektonik liefert ein weiteres Indiz, das für eine Trennung von Himalaya und Karakorum spricht: Die Gebirgsbildung begann vor 40 Millionen Jahren, als die indische Platte mit der eurasischen Platte kollidierte. Während der Karakorum aus dem Teil der Erdkruste entstanden ist, der am Rand des asiatischen Kontinents lag, ist die Masse des Himalaya aus den Rändern des gegen Asien driftenden indischen Subkontinents aufgefaltet worden. Der Indus stellt einen Teil der Nahtlinie (Indus-Sutur) dar.

### Gebirgszüge innerhalb des Karakorum: Großer und Kleiner Karakorum

#### Großer Karakorum
Die Hauptkette des Karakorum wird als Großer Karakorum (englisch: Greater Karakoram) bezeichnet. Sie lässt sich vom Saser Muztagh im äußersten Südosten des Gebirges bis zum Hispar Muztagh im Nordwesten östlich des Hunzatals als ein langer Bergkamm darstellen, der niemals tiefer als 5200 m fällt. Im Westen des Hunzatals setzt sich die Hauptkette im Batura Muztagh als westlichsten Gebirgszug des Karakorum fort. Der Bergkamm ist aber hier durch das Hunzatal unterbrochen, die höchste Verbindung vom Batura Muztagh zum östlichen Teil der Hauptkette führt über den Mingteke-Pass, der nach Definition durch die Karakorum-Konferenz bereits außerhalb des Karakorums liegt.
Die einzelnen Gebirgszüge des Großen Karakorum und ihre Anfangs- und Endpunkte wurden im Bericht der Karakorum-Konferenz 1937 von Nordwesten nach Südosten so definiert:
Hinweis: Für eine Auflistung der höchsten Berge jedes Gebirgszugs lässt sich die Liste am Ende des Artikels nach Gebirgszügen sortieren.
Das Batura Muztagh liegt südlich des Baturagletschers verläuft vom Berg Koz Sar im Westen bis zur Hunzaschlucht. Zum Batura Muztagh zählen unter anderem die Berge Batura Sar (7795 m, höchster Berg des Gebirgszugs), Shispare und Ultar Sar, der Karimabad, die ehemalige Hauptstadt des Hunzareichs überragt.
Von der Hunzaschlucht bis zum sogenannten Snow Lake, einem Gletscherbasin nördlich des Biafogletschers liegt nördlich des Hispar-Gletschers das Hispar Muztagh. Der höchste Berg des Hispar Muztagh ist der 7885 m hohe Distaghil Sar, er ist zugleich der höchste Berg des Karakorum außerhalb des Baltoro Muztagh. Weitere hohe Berge sind Kunyang Chhish, Kanjut Sar I und Momhil Sar.
Das Panmah Muztagh wird beschrieben als der Gebirgszug, der vom Panmah-Gletscher und seinen Hauptzuströmen entwässert wird. Er liegt östlich des Biafogletschers und verläuft vom Snow Lake bis zum Westlichen Muztagh-Pass. Die Hauptkette des Panmah Muztagh verläuft nördlich und östlich des Panmah-Gletschers, während die höchsten Berge des Panmah Muztagh – die Ogre- (7285 m) und Latok-Gruppen – westlich des Panmahgletschers zwischen diesem und dem Biafo liegen.
Auf der Südostseite des westlichen Muztagh-Passes beginnt das Baltoro Muztagh. Es liegt auf der Nord- und Ostseite des Baltorogletschers und enthält mit dem K2 (8611 m), dem Broad Peak und den Bergen Gasherbrum I, II und IV die fünf höchsten Berge des Karakorum. Weitere bekannte Berge sind Muztagh Tower und Skil Brum, an dem 1957 der Alpinstil „erfunden“ wurde, sowie die schroffen Granitkliffs der Trango-Türme. Das andere Ende des Baltoro Muztagh liegt im Südosten der Gasherbrum-Gruppe.
Die Kette des Siachen Muztagh folgt von dort auf der Nordostseite des Siachengletschers bis zum Pass zwischen dem Teram-Shehr-Gletscher und dem Rimogletscher. Der Teram-Shehr strömt nach Westen zum Siachen, der Rimogletscher nach Osten, die östlichen Ausläufer des Siachen Muztagh setzen sich an seiner Nordseite fort bis zum Oberlauf des Shaksgam. Der höchste Berg des Siachen Muztagh ist der Teram Kangri (7441 m). Nicht eindeutig ist die Zugehörigkeit des Sia Kangri. Dieser Berg steht am Kopfende des Siachengletschers. Der Bericht der Karakorum-Konferenz zählt ihn zum Siachen Muztagh. Günter Dyhrenfurth, Leiter der Erstbesteigungsexpedition zum Sia Kangri 1934, gibt beide Möglichkeiten, Siachen und Baltoro Muztagh, an Tatsache ist, dass die Scharte, die den Sia Kangri mit dem Gasherbrum I, seinem nächsten Nachbarn im Baltoro Muztagh, wesentlich höher liegt (6782 m) als die Scharte östlich des Berges, die das Sia-Kangri-Massiv mit den weiteren Bergen des Siachen Muztagh verbindet: der 5759 m hohe Indira Col.
Das Rimo Muztagh liegt südlich des Passes zwischen Teram-Shehr- und Rimogletscher und nördlich des Sasser-Passes. Höchster Berg ist der 7516 m hohe Mamostong Kangri, der den Rimo I um etwa 130 Meter überragt.
Das Saser Muztagh reicht vom Sasser-Pass im Norden bis zum Bogen des Shyok-Flusses. Der Saser Kangri I ist mit 7672 m der höchste Berg des Großen Karakorum südlich des Gasherbrum I.

#### Kleiner Karakorum

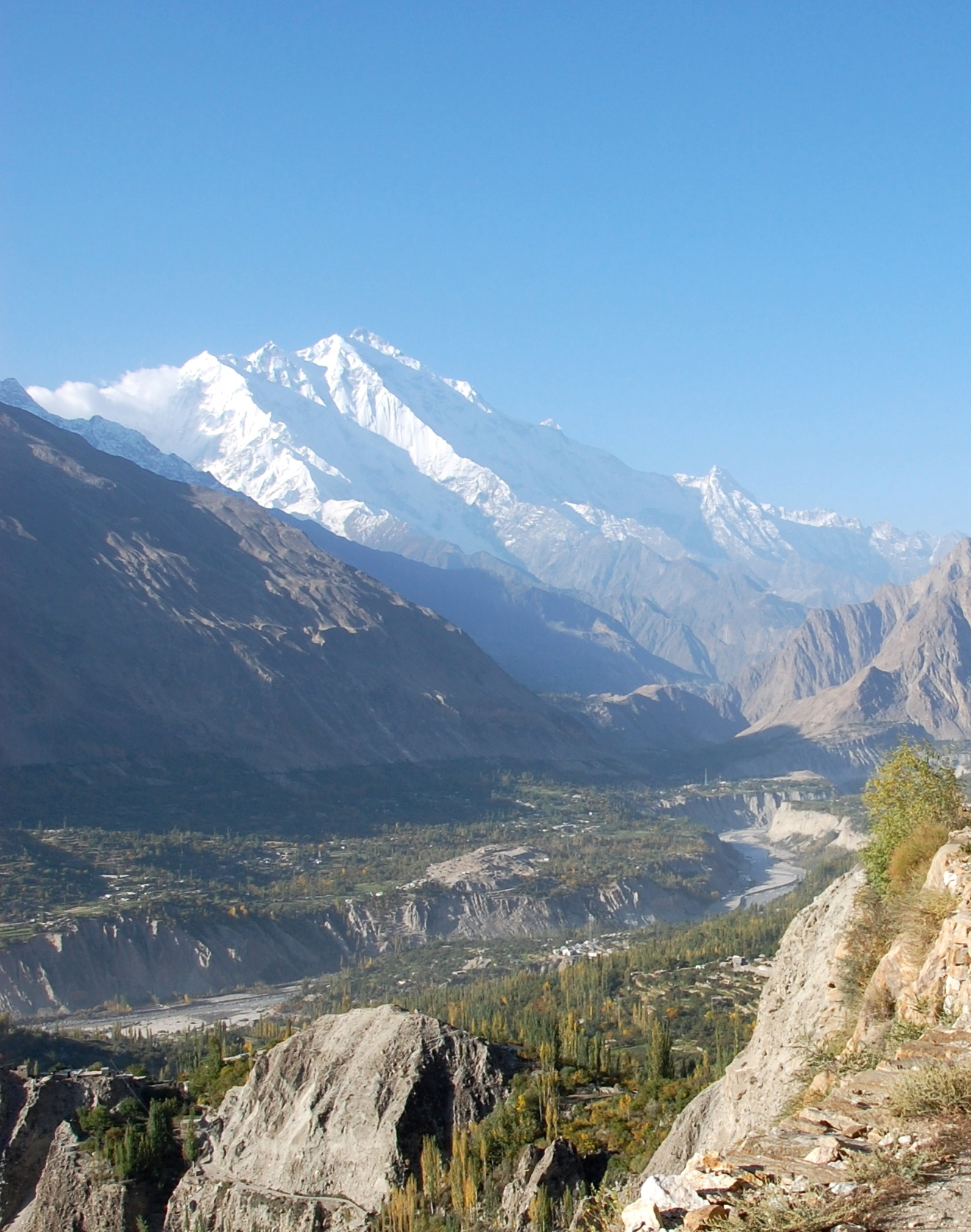
Der Rakaposhi über dem Hunzatal

Die weiteren Gebirgszüge des Karakorum nördlich und südlich der Hauptkette werden zusammenfassend als Kleiner Karakorum (englisch Lesser Karakoram) bezeichnet. Für die einzelnen Abteilungen schien der Namenszusatz Muztagh ungeeignet. Der Bericht der Karakorum-Konferenz bevorzugte hier die Bezeichnung Ketten (Ranges), Gruppen (Groups) oder Berge (Mountains).
Nördlich der Hauptkette liegen die Lupghar-Gruppe (nicht zu verwechseln mit dem Lupghar Sar, einem Berg im Hispar Muztagh), westlich des Hunzatals und nördlich des Baturagletscher, sowie die Ghujerab-Berge östlich des Hunzatals und nördlich des Hispar Muztagh, auf der Nordseite des Shimshal-Tals. Die Ghujerab-Berge werden durch den Ghujerab-Fluss von Ost nach West (zur Hunza) durchflossen und in einen nördlichen und südlichen Abschnitt geteilt. Höchster Berg in den Ghujerab-Bergen ist der Karun Koh.
Südlich der Hauptkette hat der Bericht der Karakorum-Konferenz vier Gebirgszüge definiert:
Die Saltoro-Berge liegen westlich des Siachen-Gletschers und des Nubra-Flusses, nördlich des Shyok und östlich des Kondusgletschers. Der 7742 m hohe Saltoro Kangri ist der höchste Berg der Kette, weitere Berge sind Ghent Kangri und K12. Nördlich des Ghent verbindet der Pass Sia La die Saltoro-Berge mit der Karakorum-Hauptkette
Die Masherbrum-Berge liegen südlich des Baltoro-Gletscher und werden im Osten vom Kondus-Gletscher von den Saltoro-Bergen getrennt. Im Westen grenzt der Shigar als Abfluss des Baltoro-Gletschers die Berge von den Spantik-Sosbun-Bergen ab. Südgrenze ist ebenfalls der Shyok sowie der Indus, nachdem er die Wasser des Shyok aufgenommen hat. Höchster Berg des gesamten Kleinen Karakorum ist der 7821 m hohe Masherbrum, weitere Berge in dem nach ihm benannten Gebirgszug sind Chogolisa, Baltoro Kangri, K6 und Mango Gusor.
Der Teil südlich des Hispar-Gletschers, östlich des Hunza, nördlich des Indus und westlich des Biafo-Gletschers wird von der Karakorum-Konferenz in die Rakaposhi-Kette und in die Haramosh-Kette aufgeteilt. Die Rakaposhi-Kette verläuft vom 7788 m hohen Rakaposhi auf der Ostseite des Hunzatals nach Osten über Diran und Malubiting und von dort weiter nach Norden zum Spantik. Zwischen Spantik und Malubiting liegt das Nährgebiet des Chogo-Lungma-Gletschers, der nach Osten strömt und dessen Abfluss in den Shigar mündet. Zur Rakaposhi-Kette wurden alle Berge östlich des Spantik und nördlich des Chogo-Lungma-Gletschers gezählt. Die Haramosh-Kette grenzt im Haramosh La südöstlich des Malubiting an die Rakaposhi-Kette und umfasst neben dem 7406 m hohen Haramosh alle weiter östlich gelegenen Berggruppen südlich des Chogo-Lungma-Gletschers.
Der Kartograf Jerzy Wala hat eine andere Einteilung vorgeschlagen, danach werden die Berge nördlich des Chogo-Lungma-Gletscher nicht zur Rakaposhi-Kette gezählt, sondern als Spantik-Sosbun-Berge bezeichnet. Namensgebend sind der 7027 m hohe Spantik sowie der weiter östlich auf der Westseite des Biafo-Gletschers gelegene Sosbun Brakk (6413 m). Zu den Rakaposhi-Haramosh-Bergen zählen die vormals als Haramosh-Kette bezeichneten Berge sowie der sich nach Westen anschließende Zug vom Malubiting zum Rakaposhi.
Die Ketten des Kleinen Karakorum sind auch als Kailas-Karakorum bezeichnet worden, Das Ehepaar Visser verwendete stattdessen die Bezeichnung Saltoro-Karakorum, mit dem nicht nur die Saltoro-Berge, sondern ebenfalls der gesamte Kleine Karakorum gemeint war.

### Politische Gliederung
Der Karakorum liegt im Norden der umstrittenen Region Kaschmir. Der flächenmäßig größte Teil liegt in der autonomen pakistanischen Region Gilgit-Baltistan, den früheren Nordgebieten. Zum Uigurischen Autonomen Gebiet Xinjiang der Volksrepublik China zählt ein kleiner Teil nordöstlich des Kunjirap-Passes, ehe die Grenze zwischen Pakistan und China entlang des Oprang-Tals mit der Karakorum-Nordgrenze identisch ist. Erst dort, wo die Wesm-Berge an das Shaksgam-Tal stoßen, verläuft die Staatsgrenze nicht mehr im Talgrund, sondern über den Bergkamm nach Süden bis zur Hauptwasserscheide im nordöstlichen Panmah Muztagh. Von dort folgt sie dem Karakorum-Hauptkamm nach Osten und Süden durch das Baltoro Muztagh bis zum Indira Col, in dessen Nähe das umstrittene Dreiländereck zwischen China, Pakistan und Indien liegt. Die Grenze zwischen Indien und China führt weiter nach Südosten über den Hauptkamm des Siachen Muztagh, wo sie nördlich des Rimo-Gletschers das Karakorum-Gebirge Richtung Osten verlässt und weiter zum Karakorum-Pass führt. Die beiden südöstlichen Gebirgszüge des Großen Karakororum liegen damit gänzlich im indischen Unionsterritorium Ladakh. Die Südgrenze von Gilgit-Baltistan zu Indien wurde im Shimla-Abkommen 1972 als Line of Control festgesetzt, sie endet jedoch an der Koordinate NJ 980420 (⊙) im Süden der Saltoro-Berge, der weitere Verlauf bis zur Chinesischen Grenze blieb ungeklärt. Dies führte 1984 zum Siachen-Konflikt. Denn während die indische Regierung die Auffassung vertritt, dass der Grenzverlauf nach Norden über den Hauptkamm der Saltoroberge bis zum Indira Col führt, interpretiert die pakistanische Regierung den Grenzverlauf in einer geraden Linie vom Punkt NJ 980420 bis zum Karakorum-Pass. Letzteres hätte zur Folge, dass der Nordteil der Saltoro-Berge sowie die Südseite des Siachen Muztagh (bis zur chinesischen Grenze) ebenso zu Pakistan zählte, wie der Nordteil des Rimo-Muztagh, während der südliche Teil des Rimo Muztagh abgetrennt wäre und wie das Saser Muztagh unter indischer Kontrolle bliebe. Nach dieser Interpretation läge der Siachen-Gletscher gänzlich in Pakistan, während das Tal seines Abflusses, das Nubra-Tal zu Indien gehörte. Nach indischer Auffassung (Grenzverlauf durch die Saltoro-Berge) läge der Gletscher gänzlich in Indien.
Trotz der politisch schwierigen Lage kam es bereits 1983 zur Gründung des International Centre for Integrated Mountain Development, das einen Großteils des Karakorums in das länderübergreifende Entwicklungsgebiet Hindukusch-Himalaya-Region einbezogen hat.

## Geologie

Die Nordbewegung der indischen Platte

Der Karakorum ist ein erdgeschichtlich junges Faltengebirge. Er wurde zusammen mit der südöstlich anschließenden Himalayakette aufgeworfen, als vor rund 40 Mio. Jahren die nordwärts strebende indische Platte mit der eurasischen Platte kollidierte, sich in der Folge immer tiefer in diese hineinbohrte und unter diese geschoben wurde (Überschiebung). Damit ist der Karakorum ein Teil des alpidischen Gebirgssystems, zu dem u. a. auch Alpen, Karpaten, Kaukasus und Hindukusch gerechnet werden. Der Keil der indischen Platte, der am weitesten nördlich tief in die asiatische Platte eindrang, schob neben dem Karakorum auch die benachbarten Ketten des Hindukusch, Pamir und westlichen Kunlun bogenförmig nach Norden auf. Hier treffen die höchsten Gebirge unseres Planeten aufeinander, oftmals auch als Dach der Welt bezeichnet.
Das Gebirge unterliegt in der Orogenese komplizierten Prozessen. Es wird gestaucht, gehoben und gefaltet. Ältere Schichten werden über jüngere gelegt, aus großer Tiefe können metamorphe Gesteine aufsteigen. Zum Teil werden Gebirgsteile über größere Strecken verschoben (Verwerfung). Gleichzeitig mit dem Aufstieg beginnen Wind und Wasser damit, das Gebirge abzutragen und zu überformen. Das heutige Aussehen des Karakorum, zu dem auch die Gletschertätigkeit insbesondere in den letzten Glazialen des derzeitigen Eiszeitalters beitrug, indem sie die Täler tief ausschürfte, ist das Ergebnis dieser Prozesse. Heute halten sich die aufbauenden und abtragenden Kräfte weitgehend die Waage.
Bei den höchsten Bergen des Baltoro Muztagh handelt es sich um metamorphe, in einem hochgedrückten Subduktionskeil gebildete Gesteine, die als Batholith bezeichnet werden. Am Nordrand dieser Kette zieht parallel zum Rand der indischen Platte die so genannte Karakorum-Verwerfung, eine ausgeprägte Seitenverwerfung am Rande der tibetischen Hochebene, von Kaschgar bis zum heiligen Berg Kailash im Transhimalaya. Sie bildet die natürliche Trennlinie zwischen Karakorum und Pamir. Der Versatz entlang dieser Verwerfung wird auf bis zu mehrere hundert Kilometer geschätzt.
Im Süden wird der Karakorum durch die Karakorum-Kohistan-Sutur vom so genannten Kohistan-Komplex getrennt. Der Kohistan-Komplex ist ein Beispiel für eine Inselbogen-Kontinent-Kollision. Er wurde zwischen der indischen Platte und dem Karakorum, dessen Vorgänger ursprünglich den Kontinentalrand Asiens darstellte, regelrecht zerquetscht. Im Süden ist der Kohistan-Komplex von der indischen Platte durch die Indus-Sutur getrennt.
Der Karakorum ist nach wie vor eine geologisch sehr aktive Region. Noch immer stößt der indische Subkontinent mit einer Geschwindigkeit von rund 4 cm pro Jahr weiter in die asiatische Landmasse hinein. Infolgedessen hält die Hebung an, im Karakorum ist sie sogar besonders ausgeprägt. Am Südrand des Gebirges in der Indusschlucht beträgt sie rund einen Zentimeter pro Jahr. Bei der Kollision der Platten kommt es zu großen Überschiebungen tektonischer Decken. In der Tiefe hat sich die Erdkruste unter dem Karakorum auf bis zu 70 Kilometer Dicke verstärkt und schwimmt auf den darunter liegenden schwereren Schichten auf. Erst dadurch kann sich das Gebirge auf Höhen über 8000 Meter herausheben.
Im Karakorum und seiner Umgebung entladen sich die Spannungen, die sich durch das Verzahnen der Kontinentalplatten in der Erdkruste aufbauen, immer wieder in Erdbeben. So kam es zum Beispiel am 8. Oktober 2005 zu einem verheerenden Erdbeben in Kaschmir, das etwa 75.000 Todesopfer in Pakistan und Indien forderte.

## Klima
Der Karakorum liegt im subtropischen Hochdruckgürtel und trennt die subtropischen Gebiete des indischen Subkontinents von den Steppen und Wüsten Zentral- und Hochasiens mit ihrem ariden Kontinentalklima. Die über das Jahr gesehen vorherrschenden Westwindlagen führen besonders im Winter und Frühjahr große Niederschlagsmengen mit, die in den höchsten Lagen ganzjährig als Schnee zu Boden fallen und zur extremen Vergletscherung des Gebietes beitragen. Das Niederschlagsmaximum wird jedoch in den Sommermonaten erreicht, wenn der vom Indischen Ozean kommende Südwestmonsun in abgeschwächter Form, weil bereits gemolken von den vorgelagerten Gebirgen, die Hauptkette des Karakorum erreicht. Der pakistanische, zum unteren Indus geöffnete Westen ist dabei niederschlagsreicher und grüner als der Norden und Osten des Gebirges. Dies wirkt sich entsprechend auf die Gletscher aus, die im Hunzatal großenteils in Höhen von 2000 bis 2500 m, im Osten (Rimo-Gletscher) zum Teil zwischen 4500 und 4800 m enden. Die Niederschläge bleiben insgesamt deutlich hinter jenen an der Südabdachung des viel weiter süd(öst)lich gelegenen Himalaya zurück. Sie nehmen dabei ausgehend von der indischen Platte über die Vorgebirge bis hin zum zentralen Karakorum ab. Lediglich die höchsten Lagen erhalten insgesamt noch so viel Niederschlag, dass man hier von humidem Klima sprechen kann, während es sich bei den umliegenden Niederungen um Trockentäler handelt.

## Wasserscheide
Wie die Brüder Robert und Hermann von Schlagintweit bei ihrer Forschungsexpedition in Hochasien 1856 erstmals erkannten, bilden einige Gebirgszüge des Karakorum einen Teil der Wasserscheide zwischen dem Einzugsgebiet des oberen Indus (zum Indischen Ozean) und dem abflusslosen Tarimbecken.
Die Wasserscheide verläuft vom Karakorum-Pass nach Westen über die östlichen Ausläufer des Siachen Muztagh nördlich des Mittleren Rimogletschers bis zum Karakorum-Hauptkamm am Apsarasas Kangri I. Sie folgt nun dem Karakorum-Hauptkamm nach Nordwesten über Teram Kangri und Singhi Kangri und über die Pässe Turkestan La (Nord), Indira Col (Ost) und Indira Col (West) zum Baltoro Muztagh und weiter über die Gipfel von Sia Kangri, Hidden Peak, Gasherbrum II und Broad Peak bis zum Skyang La (Windy Gap) und wendet sich dort nach Westen über Skyang Kangri, K2, Skil Brum und Muztagh Tower. Nach dem Östlichen Muztagh-Pass wendet sie sich im Norden der Trango-Gruppe nach Norden und führt über den Westlichen Muztagh-Pass zum Panmah Muztagh und wendet sich am Skamri Sar wieder in westliche Richtung an der Nordseite des Nobande-Sobande-Gletschers entlang. Nördlich des Simgang-Gletschers verlässt die Wasserscheide die Karakorum-Hauptkette und verläuft über den Bergkamm zwischen Braldugletscher im Osten und Virjerabgletscher im Westen nach Norden zum Shimshal-Pass. Nördlich dieses Passes verläuft sie durch die Ghujerab-Berge zum Kunjirap-Pass und verlässt den Karakorum.
Die übrigen Gebirgszüge haben als Wasserscheide nur eine untergeordnete regionale Funktion. Ihre Abflüsse fließen über wenige Nebenflüsse noch innerhalb der Grenzen des Karakorum in den Indus.

## Flora und Fauna
Die Vegetation des Karakorum ist eine typische Gebirgsvegetation. Große Teile des Gebirges sind von alpinen Matten, Felsen und Gletschern bedeckt. An den montanen Hängen und in den Hochtälern gibt es daneben auch Gehölzformationen, wie Laub- und Nadelwälder oder Buschgebiete. Zu den größeren Säugetieren, die im Karakorum zu finden sind, gehören das Marco-Polo-Argali, ein großes Wildschaf mit gewaltigen Hörnern, der Asiatische Steinbock, das Blauschaf und die Schraubenziege. Deren größter natürlicher Feind ist der Schneeleopard. Weitere Räuber des Karakorum sind Wölfe, Braunbären und Luchse. Zum Schutz der Natur des Karakorum wurden Schutzgebiete, wie der Zentral-Karakorum-Nationalpark und der Khunjerab-Nationalpark eingerichtet.

## Geschichte
Marco Polo war der erste Europäer, der sich auf seiner Chinareise im Jahr 1274 in die Nähe des Karakorum begab. Auf seinem Weg durch Asien kam er durch Kaschgar, das heute Ausgangspunkt des Karakorum Highway ist. Der erste bekannte Europäer, der Baltistan bereiste, war der britische Forschungsreisende Godfrey Thomas Vigne, der dem Vignegletscher, der von der Chogolisa herabzieht, seinen Namen gab. Er bereiste in den Jahren zwischen 1835 und 1838 auch Kaschmir und Ladakh. In seinen Vorträgen berichtete er über die schroffen Gipfel und riesigen Gletscher im Karakorum.

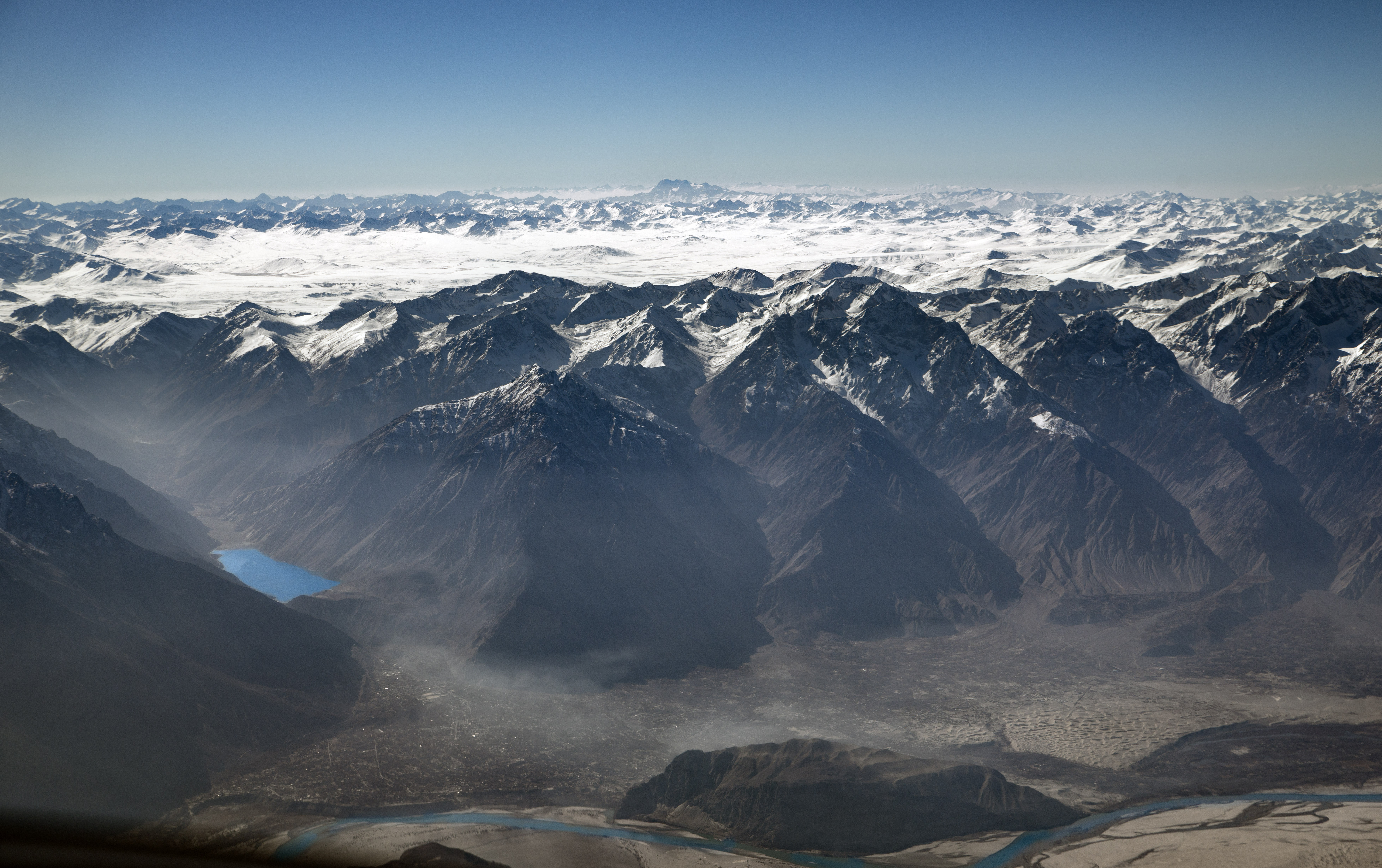
Luftbild vom Südrand des Karakorum über die Deosai-Ebene zum exponierten Haramukh in der Ferne

Im Rahmen des Great Trigonometrical Survey hatte die britische Verwaltung aus strategischen Gründen ein großes Interesse, auch die nördlich außerhalb von Britisch-Indien gelegenen Berggebiete eingehender zu erforschen. Man vermutete hier schon seit langem die höchsten Berge der Welt. 1852 wurde die Höhe des Mount Everest, damals als Peak XV bezeichnet, bestimmt. 1855 begann man mit der Vermessung in Kaschmir im Nordwesten des Himalaya. Im Rahmen dieser Unternehmung erblickte Thomas George Montgomerie im September 1856 von seinem Standpunkt auf dem Westgipfel des Haramukh (Station Peak) im rund 200 Kilometer entfernten Ladakh als erster Europäer die höchsten Berge des Baltoro Muztagh, darunter den K2, und nummerierte sie durch (K1, K2, K3, K4, K5 usw.). Während für die meisten dieser Gipfel heute andere Bezeichnungen gebräuchlich sind, hat sich der Arbeitstitel von Montgomerie für den 8611 Meter hohen K2 erhalten.
Im gleichen Jahr, 1856, kam Adolf Schlagintweit, der mit seinen Brüdern Hermann und Robert im Auftrag der East India Company auf einer überaus ergebnisreichen Forschungsreise in Indien und Hochasien war, erstmals bis zum Baltoro-Gletscher und erklomm den Old-Muztagh-Pass. Die Reise nahm für Adolf ein schlimmes Ende, er wurde im folgenden Jahr in Kaschgar als mutmaßlicher chinesischer Spion geköpft.
Mit einer Gruppe einheimischer Träger drang 1861 der britische Topograf Henry Haversham Godwin-Austen ebenfalls ins Herz des Karakorum vor. Über den Baltoro-Gletscher stieg er soweit auf, dass er in der Nähe des Masherbrums einen Blick auf den K2 werfen konnte. Sein Ziel, den Muztagh-Pass, erreichte er jedoch nicht. Von Godwin-Austen stammen eine erste Wegbeschreibung und eine Übersichtskarte im Maßstab 1:500.000. Nach ihm wurde der vom Skyang Kangri herabziehende Godwin-Austen-Gletscher, ein Tributärgletscher des Baltoro, benannt. Der Vorschlag auch den K2 nach ihm zu benennen – analog zum Mount Everest – wurde zwar abgelehnt, dennoch findet sich die Bezeichnung Mount Godwin Austen in einigen Kartenwerken.

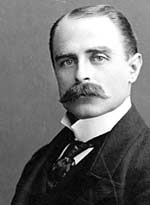
Francis Younghusband

Im Jahr 1887 durchquerte der britische Forschungsreisende Sir Francis Younghusband, der auf seinem späteren Tibetfeldzug bis Lhasa kam und an Massakern unter den Tibetern mitverantwortlich war, von Kaschgar kommend auf seiner langen Reise von Peking nach Srinagar den Karakorum von Osten nach Westen. Als er die Aghil-Berge östlich des Karakorum über den in der Folge so benannten Aghil-Pass überquert hatte und über das Shaksgam-Tal hinweg die Gipfel des Baltoro Muztagh von Nordosten sah, schrieb er:

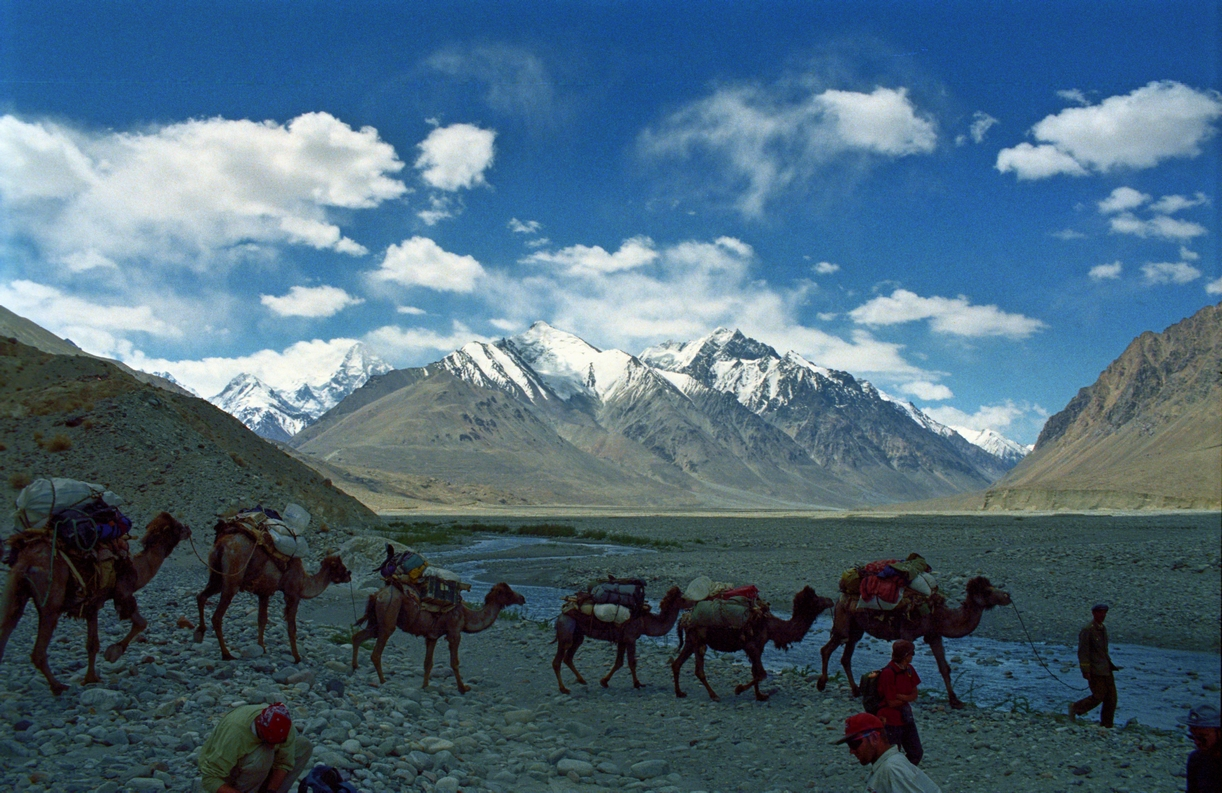
Das Shaksgam-Tal, im Hintergrund links der K2

„What I had so ardently longed to see was now spread out before me. Where I had reached no white man had ever reached before. And there before me were peaks of 26.000 feet, and in one case 28.000 feet in height, rising above a valley bottom only 12.000 feet above sea-level. For mountain majesty and sheer sublimity, that scene is hardly to be excelled.
 (Was ich so inbrünstig zu sehen erhoffte, war nun vor mir ausgebreitet. Wo ich war, war noch kein weißer Mann zuvor gewesen. Und dort vor mir waren Gipfel von 8000 Metern, in einem Fall sogar von über 8500 Metern Höhe, die sich über einen Talboden erhoben, der nur 3600 Meter über dem Meeresspiegel lag. In Bezug auf Exzellenz und reine Erhabenheit kann diese Gebirgsszenerie kaum übertroffen werden.)“

Vom Shaksgam-Tal aus stieg Younghusband, der zu Beginn seiner Reise keinerlei bergsteigerische Erfahrung hatte und noch nie auf einem Gletscher gestanden hatte, den Sarpo-Laggo-Gletscher auf der Nordseite des Baltoro-Muztagh hinauf und überschritt den östlichen „Old“ Muztagh-Pass, dessen Existenz nur vom Hörensagen bekannt war, zum Baltoro-Gletscher. In Askole, der ersten (bzw. letzten) Siedlung im Braldu-Tal, angekommen, brach er direkt wieder auf, um vom Panmah-Gletscher aus auch den Westlichen „New“ Muztagh-Pass zurück zum Sarpo-Laggo-Gletscher zu überschreiten, doch der Anstieg auf der Westseite des Passes erwies sich als undurchführbar.
Zwei Jahre später überquerte Younghusband ein zweites Mal den Aghil-Pass in Richtung Shaksgam-Tal, diesmal folgte er dem Shaksgam stromabwärts und erkundete von dort aus die Nordostseite des Karakorum. Einen von ihm Crevasse Glacier (Skamrigletscher) getauften Gletscher konnte er nicht begehen, er fand aber den Shimshal-Pass und damit den Übergang zum Shimshal-Tal auf der Nordseite des Hispar Muztagh und folgte dem Shimshal-Fluss bis zum Hunza-Tal.

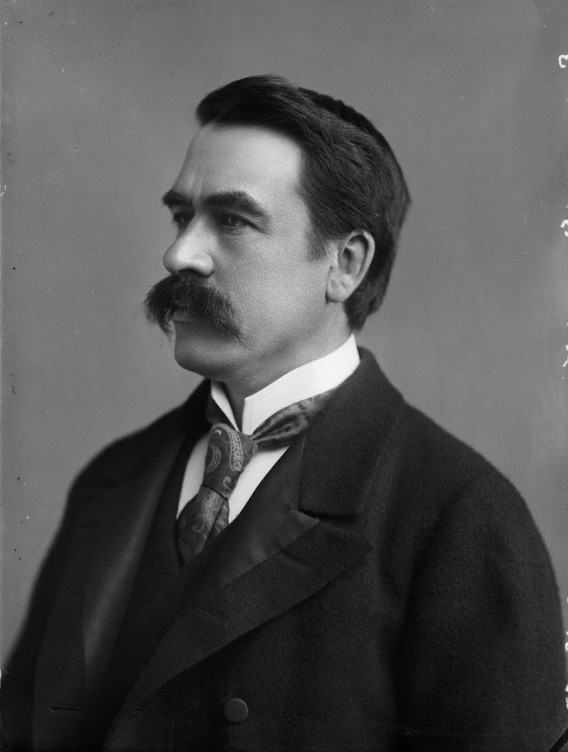
William Martin Conway (1895)

1890 kletterte Roberto Lerco aus Gressoney erstmals an den unteren Hängen des Südostgrates am K2, nachdem er zuvor rings um den Nanga Parbat Forschungen angestellt hatte. Zwei Jahre später, 1892, führte William Martin Conway eine Expedition in den Karakorum. Unter den Teilnehmern waren auch Oscar Eckenstein, der Steigeisen-Erfinder, und Matthias Zurbriggen, ein Schweizer Bergführer, sowie Charles Granville Bruce, ein britischer Offizier und Bergsteiger. Sie erforschten den Hispar und Biafo-Gletscher, dann reiste Eckenstein, der sich mit Conway nicht verstand, ab, und die Expedition wandte sich dem zentralen Baltoro Muztagh zu. Hier benannte Conway den Zusammenfluss von Baltoro- und Godwin-Austen-Gletscher als Concordia. Auch die Namen von Broad, Hidden und Bride Peak gehen auf Conway zurück. Conways Bezeichnung Golden Throne für den Baltoro Kangri ist heute dagegen etwas in Vergessenheit geraten. Die Expedition erreichte mit 6890 Meter einen Höhenrekord für die damalige Zeit.

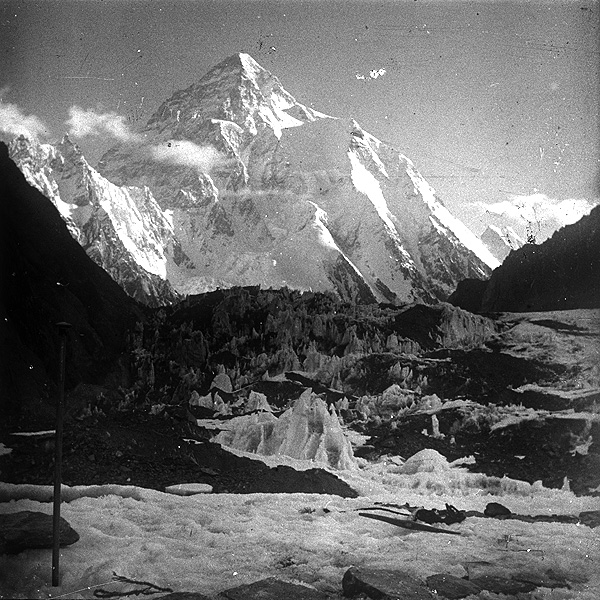
Erstes Foto vom K2 (Jacot Guillarmod, 1902)

Eckenstein kehrte 1902 zu einem ersten ernsthaften Besteigungsversuch am K2 an den Baltoro zurück. Zum Team gehörten die Österreicher Victor Wessely und Heinrich Pfannl, der Schweizer Arzt Jules Jacot Guillarmod, sowie der britische Ingenieur und Kunstsammler Guy Knowles, der die Expedition als Finanzier erst ermöglichte. Mit dabei war auch der exzentrische Brite Aleister Crowley, der zwar ein ausgezeichneter Bergsteiger war, ansonsten aber eher als Schwarzmagier zweifelhaften Ruhm erwarb. Die Bergsteiger wandten sich vom Südostgrat, der ihnen für die Träger zu steil erschien, ab und dem Nordostgrat zu, scheiterten aber letztendlich an den Schwierigkeiten und dem schlechten Wetter. Die Expedition erkundete noch den Godwin-Austen-Gletscher und stieg zum Skyang La (Sattel der Winde, 6233 m) auf. Der höchste von Jacot Guillarmod und Wessely erreichte Punkt lag auf einer Höhe von etwa 6700 Metern. Pfannl überlebte knapp ein Lungenödem, nachdem er etliche Tage nach Ausbruch der ersten Symptome in tiefere Lagen abtransportiert worden war. Die verschiedentlich kolportierte Darstellung, wonach der malariafiebergeschüttelte Crowley auf einer Höhe von 20.000 Fuß hart am Rande des Abbruchs einen Revolver auf Knowles gerichtet hatte, aber entwaffnet werden konnte, lässt sich aus den Aufzeichnungen der Expeditionsteilnehmer nicht belegen und ist mit hoher Wahrscheinlichkeit falsch. Von Jacot Guillardmod stammen die ersten Fotografien des K2.

Die Gasherbrums in einer historischen Aufnahme von Vittorio Sella

Der Südostgrat des K2 wird heute nach Luigi Amedeo di Savoia-Aosta, Herzog der Abruzzen, als Abruzzigrat bezeichnet. Der italienische Adelige leitete 1909 eine große Expedition, darunter 360 Träger, die an diesem Grat, der sich später als leichteste Route zum Gipfel erweisen sollte, einen ernsthaften Versuch unternahmen. Da sie nicht über genügend Fixseile zur Versicherung der Route verfügten, mussten sie jedoch unverrichteter Dinge wieder umkehren, nachdem sie bereits eine Höhe von mehr als 6000 Meter erreicht hatten. Unbeeindruckt wandte sich Luigi Amadeo anderen Zielen zu. Am Südostgrat des Skyang Kangri stiegen sie auf, bis ihnen auf 6600 Meter Höhe Gletscherspalten ein Fortkommen unmöglich machten. Am Bride Peak der Chogolisa kamen sie bis rund 150 Meter unter den Gipfel, aber 7500 Meter bedeuteten einen Höhenrekord für die Zeit. Unter den elf Bergsteigern der Expedition war auch der bekannte Bergfotograf Vittorio Sella, dem aufsehenerregende Bilder von den Bergen und Gletschern gelangen. Der Arzt Filippo de Filippi, selbst Teilnehmer der Erforschungsreise, verfasste einen ausführlichen Bericht über die Expedition.
Danach blieb es etliche Jahre ruhig in den zentralen Gebieten des Karakorum. 1929 waren es wieder die Italiener, die eine Expedition mit diesmal wissenschaftlichem Schwerpunkt in den Baltoro Muztagh entsandten. Ardito Desio, der ein Vierteljahrhundert später die erste erfolgreiche Expedition am K2 leitete, war der bekannteste Teilnehmer an dieser Unternehmung. Im Jahr darauf erforschte Giotto Dainelli die Gegend um den Rimogletscher.
Weitere Untersuchungen am Shaksgamgletscher und seinen umliegenden Tälern im heute chinesischen Xinjiang (einschließlich der Nordseite des K2) nahmen britische Wissenschaftler im Jahr 1937 vor. Eric Shipton, Harold W. Tilman und Michael Spender begingen dabei unter anderem den von Younghusband als „Crevasse-Glacier“ bezeichneten Skamrigletscher, an dessen Erkundung Younghusband selbst gescheitert war. Von dort fanden sie einen Weg durch die Hauptkette des Panmah Muztagh bis zum Snow Lake am Biafo-Gletscher. Außerdem erkundeten sie die Spantik-Sosbun-Berge auf der Westseite des Biafo.

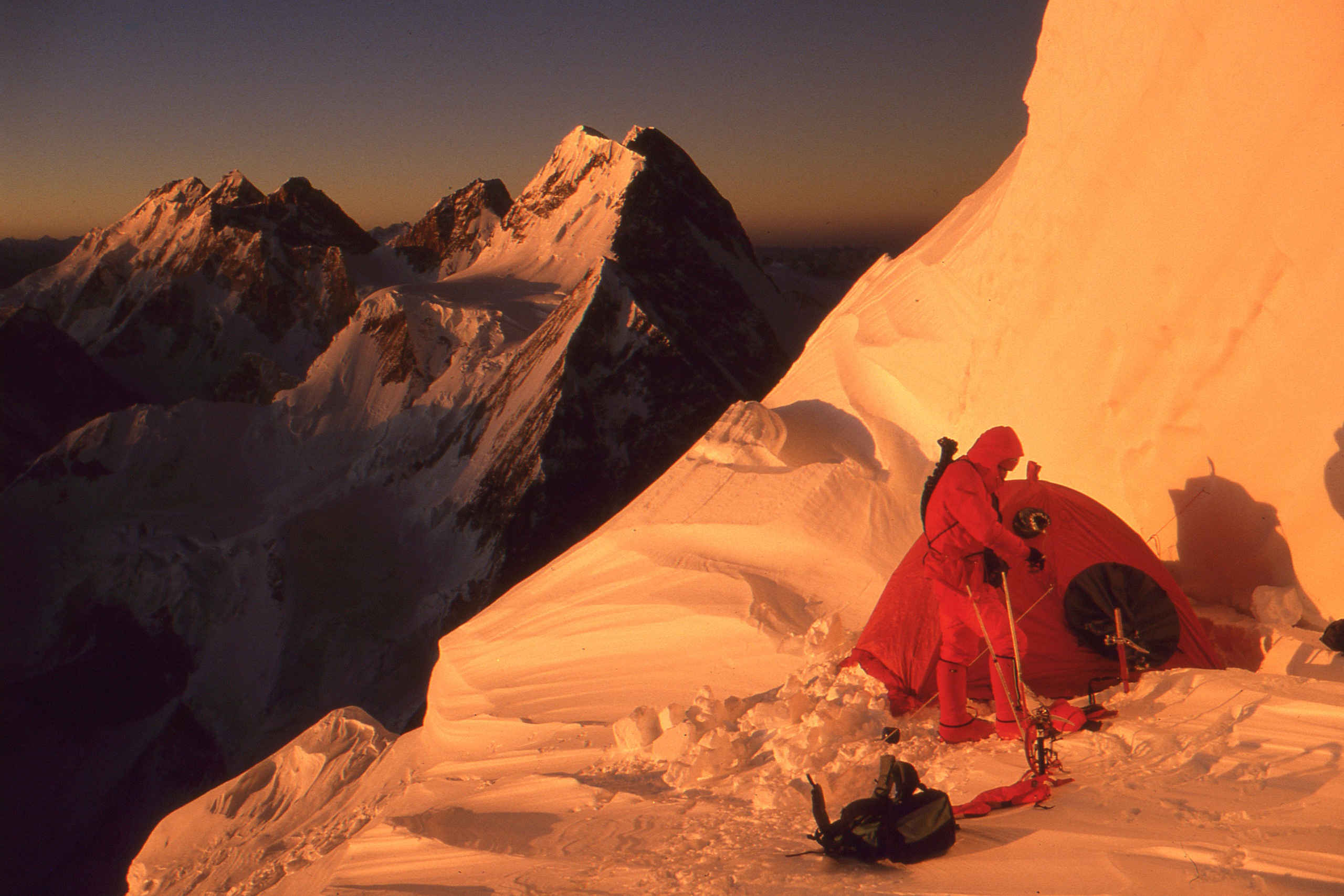
Sonnenaufgang am Südostgrat des K2, im Hintergrund Gasherbrum-Gruppe und Broad Peak

Ab 1938 wandten sich wieder Bergsteiger dem zweithöchsten Berg der Erde zu. Es sollte aber noch bis 1954 dauern, bis Lino Lacedelli und Achille Compagnoni als erste Menschen ihren Fuß auf den Gipfel des oft als schwierigsten aller Achttausender bezeichneten K2 setzen konnten.

## Gletscher des Karakorum
Im Karakorum befinden sich einige der größten Gletscher außerhalb der Polargebiete samt Alaska und Patagonien. Die gesamte vergletscherte Fläche beträgt rund 16.000 km².

### Die vier zentralen Gletscher
Die vier größten Gletscher liegen ungefähr in einer Linie und trennen die Karakorum-Hauptkette im Norden von den Berggruppen des Kleinen Karakorum im Süden. Die Nährgebiete von Baltoro- und Siachengletscher sind ebenso miteinander verbunden, wie die von Hispar- und Biafogletscher.
Der längste Gletscher des Karakorum ist der 70 Kilometer lange Siachengletscher, der in Asien nur noch vom Fedtschenko-Gletscher im Pamir übertroffen wird. Er wird von zahlreichen Seitengletschern gespeist, von denen der Teram-Shehr-Gletscher der größte ist. Der Siachen fließt vom Sia Kangri und den umliegenden Berge aus nach Südosten und wird über den Nubra-Fluss zum Shyok entwässert.

Karakorum-Gletscher 1856

Auf der Nordwestseite des Sia Kangri liegt das Nährgebiet des Abruzzigletschers, der der äußerste Zustrom des Baltorogletschers ist und nach dem Zustrom des Südlichen Gasherbrumgletschers als Oberer Baltorogletscher bezeichnet wird. Am Concordiaplatz vereint er sich mit dem vom K2 kommenden Godwin-Austen-Gletscher und fließt als Baltorogletscher Richtung Westen. Der Baltorogletscher ist vom Conway-Sattel zwischen Sia Kangri und Baltoro Kangri bis zum Zungenende etwa 60 Kilometer lang, das Baltoro-System mit seinen zahlreichen Seitengletschern umfasst eine Fläche von 524 km². Sein Abfluss, der Braldu, später Shigar mündet bei Skardu in den Indus.
Einige Kilometer weiter flussabwärts dringt die Gletscherzunge des Biafogletschers von Nordwesten bis in das Braldu-Tal vor. Dieser Gletscher ist mit einer Länge von 68 Kilometern der zweitlängste Karakorum-Gletscher. Sein Nährgebiet ist das als Snow Lake bekannte etwa 300 km² große Gletscherbassin, dessen Eisdecke nahezu eben ist und auf einer Höhe von 4500 Metern liegt. An seiner Gleichgewichtslinie ist das Eis des Biafogletschers bis zu 1400 Meter dick. Anders als die meisten anderen Karakorum-Gletscher wird der Biafo nicht in erster Linie durch Lawinen von den umliegenden Bergen genährt, sondern hauptsächlich durch Schneefall über dem Snow Lake. Die Oberfläche des Biafogletschers besteht vor allem in den Sommermonaten aus relativ flachem, bloßem Eis, ohne nennenswerte Spaltenbildung. Daher ist er verglichen mit den anderen Karakorum-Gletschern außergewöhnlich einfach zu erwandern.
Westlich des Snow Lake stellt der 5150 Meter hohe Hispar La einen Passübergang zum Hispargletscher dar. Dieser Gletscher fließt von dort aus 46 Kilometer weit nach Westen. Sein Abfluss, der Hispar, mündet bei Karimabad in den Hunza. Aus der verzweigten Kette des Hispar Muztagh strömen vier große Talgletscher zum Hispar, von Osten nach Westen sind das Khani-Basa-Gletscher, Yutmarugletscher, Pumari-Chhish-Gletscher und Kunyanggletscher.

### Weitere bedeutende Gletscher

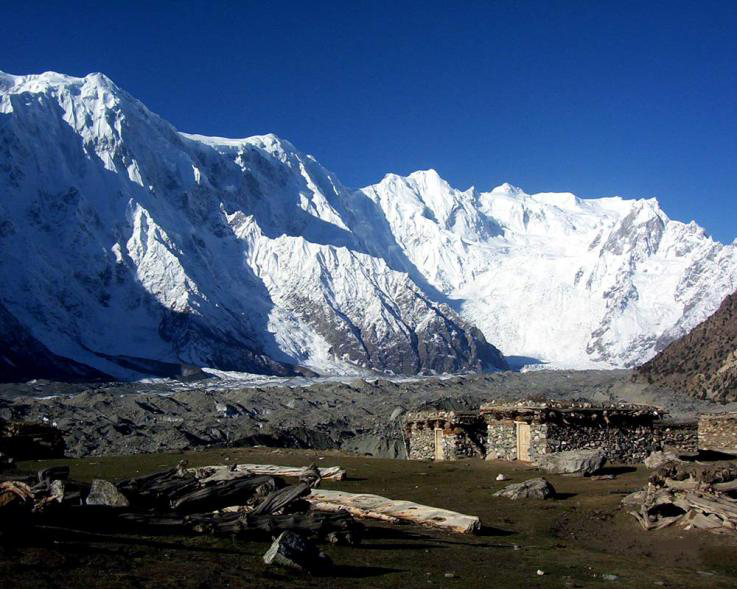
Die „Batura-Mauer“ über dem Baturagletscher, mit Pasu Sar (links der Bildmitte), Muchu Chhish (knapp rechts der Bildmitte), und Batura I (rechts daneben, scheinbar niedriger)

Wie die anderen Teile der Hauptkette wird auch das Batura Muztagh durch einen größeren Gletscher von einer Kette des Kleinen Karakorum getrennt. Allerdings fließt der Baturagletscher im Gegensatz zu den vier größten Gletschern nicht auf der Süd-, sondern auf der Nordseite der Hauptkette entlang nach Osten zum Hunzatal. Mit einer Länge von 52 Kilometern übertrifft er den Hispargletscher.
Auf der Nordseite der Hauptkette liegen weitere größere Gletscher. Von den Bergen des Hispar Muztagh fließen 10 größere Gletscher nach Norden oder Nordosten zum Shimshal-Tal. Dazu zählen (von West nach Ost) der Momhilgletscher (28 km), der Malanguttigletscher (17 km), der Yazghilgletscher (27 km), der Yukshin-Gardan-Gletscher (18 km), der Khurdopingletscher (30 km) und der Virjerabgletscher ( km). Weiter östlich fließen der 33 Kilometer lange Braldugletscher (nicht zu verwechseln mit dem Braldu-Fluss, dem Abfluss des Baltoro) und der 38 Kilometer lange Skamrigletscher zum Shaksgam-Tal.
Innerhalb des Panmah Muztagh fließen der Nobande-Sobande-, der Choktoi- und der Chiringgletscher zusammen und bilden den Panmahgletscher, dessen Abfluss zwischen Baltoro- und Biafogletscher in den Braldufluss mündet.
Auf der Nordseite des Baltoro Muztagh fließen der Sarpo-Laggo- und der K2-Gletscher zum Shaksgam-Tal, auf der Ostseite des Baltoro Muztagh liegen der Nördliche Gasherbrumgletscher, der Urdokgletscher (20 km) und der Sagangletscher.
Die Bedeutung des Chogolungma-Gletschers als Trennung zwischen Rakaposhi-Haramosh- und Spantik-Sosbun-Bergen wurde oben beschrieben. Der Abfluss des Chogolungma-Gletscher heißt Basha. Dieser Fluss bildet zusammen mit dem Braldu den Shigar, der den zentralen Karakorum zum Indus entwässert.

### Karakorumgletscher während der Eiszeit

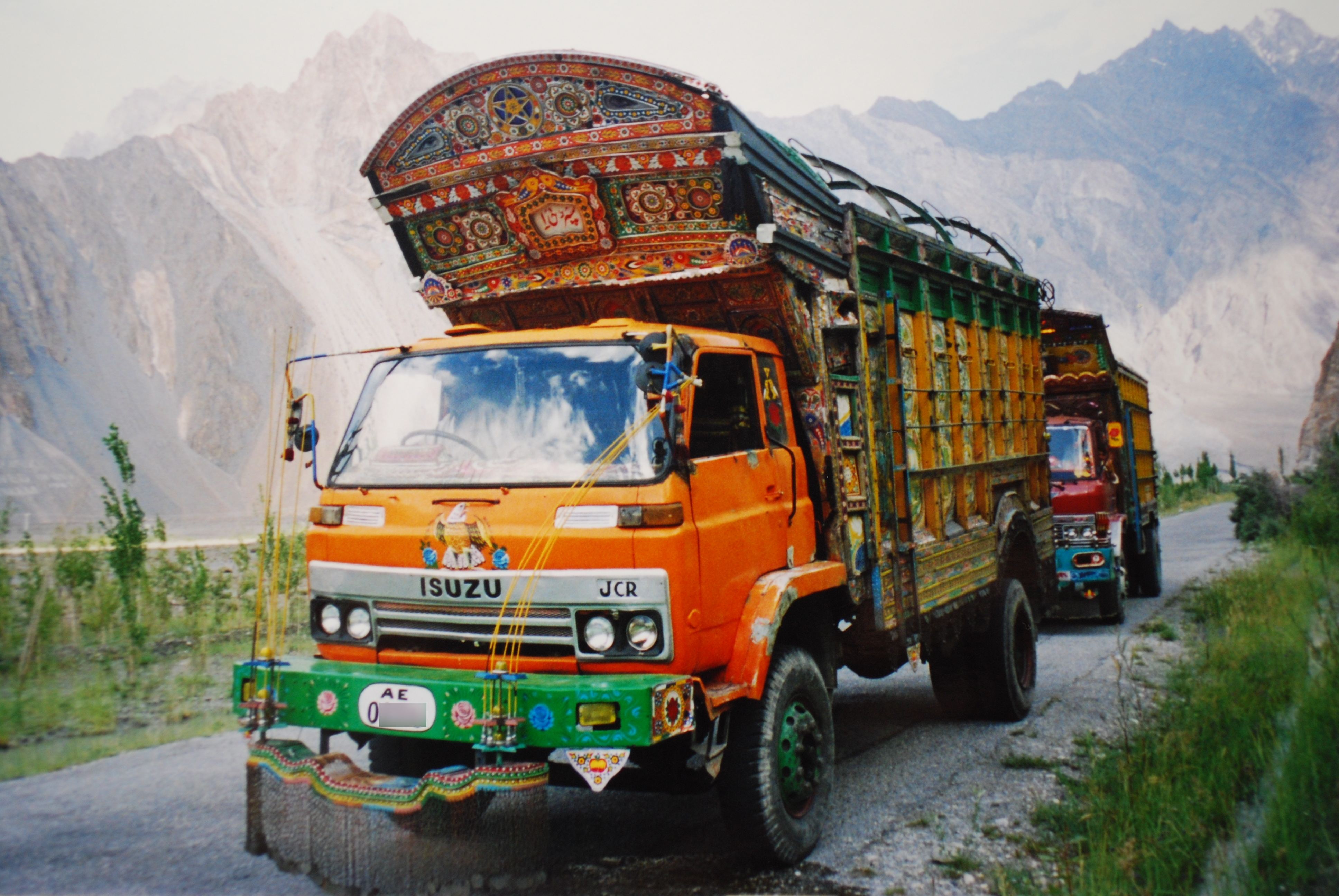
Landestypischer Truck auf dem Karakorum Highway

Während der letzten Glaziale bestand im Karakorum ein Netz von zusammenhängenden Talgletschern zwischen West-Tibet und Nanga Parbat sowie dem Südrand des Tarimbeckens und dem Massiv des Kampire Dior über heutige Eisscheiden hinweg, das heißt, es bestand der Vergletscherungstyp eines Eisstromnetzes. Im Osten hatten die Karakorumgletscher Verbindung mit den Gletschern des Zanskar-Himalaya und denen von West-Tibet, im Westen mit dem Eisstromnetz von Chitral und dem nördlichen Hindukush. Nach Süden floss der Indusgletscher als größter Haupttalgletscher bis auf unter 870 m ü. M. talauswärts von 35° 30′ N, 73° 18′ O hinab. Dieser Gletscher erhielt 120 km vor seinem Ende noch Zufluss aus dem Nanga-Parbat-Eisstromnetz, welches noch dem Westrand des Himalaya-Systems zugerechnet wird. Im Norden flossen die Karakorumgletscher im Shaksgam-Tal mit denen des Aghil-Gebirges zusammen. Diese Gletscher hatten Kontakt mit denen des West-Kunlun, von dem die tiefsten Auslassgletscherzungen bis auf etwa 2000 m ü. M. in das Tarimbecken hinabgeflossen sind. Während die heutigen Talgletscher im Karakorum maximal 70 km Länge erreichen, waren einige der eiszeitlichen Talgletscherarme und Haupttalgletscher, wie der Gilgit-Tal-, Hunza-, Shigar- und Shyok-Indus-Gletscher 170 bis zu 700 km lang. Die Gletscherschneegrenze (ELA), als Höhengrenze zwischen Gletschernährgebiet und Abschmelzzone, war eiszeitlich um etwa 1300 Höhenmeter gegenüber heute abgesenkt.

## Tourismus
Von der eigentlichen Hochgebirgsregion ist allein das Hunzatal im Westen touristisch erschlossen, und zwar durch die Karakorum Highway genannte asphaltierte Straße, die über den Kunjirap-Pass in das chinesische Xinjiang führt. Hier finden sich Hotels, Gasthäuser, Campingplätze und Möglichkeiten für medizinische Versorgung. Einige Reiseveranstalter organisieren geführte Trekking-Routen ins Hochgebirge, von denen der Baltoro-Trek, der bis Concordia an den Fuß der Achttausender führt, der bekannteste ist. Ansonsten muss man sich an Stützpunkte am Rand des Hochgebirges (Skardu) oder außerhalb (Leh) halten, oder auf Erschließung verzichten. Die Straße über den Kunjirap-Pass ist (bis zur chinesischen Grenze) eine bei sportlichen Radfahrern beliebte Strecke.

## Liste der höchsten Berge im Karakorum
Die folgende Liste führt die höchsten Berge des Karakorum auf und beinhaltet alle Berge, die eine Schartenhöhe von mindestens 500 Metern aufweisen. Angaben zu Nebengipfeln (Schartenhöhe unter 500 m) finden sich in den Artikeln der Gebirgsgruppen bzw. der einzelnen Berge.

### Legende
- Rang: Rang, den der Gipfel im Karakorum (unter den höchsten Bergen Asiens und damit auch weltweit) einnimmt.
- Gipfel: Name des Berges.
- Höhe: Höhe des Berges in Meter.
- Staat: Staatsgebiet, auf dem sich der Berg befindet (PK=Pakistan, CN=China, IN=Indien). Der Asterisk (*) markiert die Berge der Saltoro-Kette im unklar definierten Grenzgebiet zwischen Indien und Pakistan unmittelbar westlich des Siachen-Gletschers.
- Gebirgszug: Kette des Karakorum, zu dem der Berg gezählt wird (… Muztagh = Großer Karakorum; …-Berge = Kleiner Karakorum).
- Schartenhöhe: Höhendifferenz (in Meter) bis zur nächsten Einschartung, von der aus ein höherer Berg erreicht werden kann.
- Bezugsberg: Der Bezugsberg (Parent Mountain) für die Schartenhöhe; angegeben ist der Prominence Master (der nächsthöhere Berg nach der Einschartung, der zugleich eine größere Schartenhöhe hat); in Klammern ist ein abweichender Island Parent angegeben, fehlt die Klammerangabe ist der Prominence Master zugleich Island Parent.
- Bezugsscharte: Die höchste Scharte, bis zu der mindestens abgestiegen werden muss, um einen höheren Berg zu erreichen. Angegeben ist die Höhe in Meter (und sofern benannt, ihr Name).

### Liste
| Rang Karakorum (Weltweit) | Gipfel                      | Höhe in m | Staat  | Gebirgszug               | Schartenhöhe in m | Bezugsberg             | Bezugsscharte              |
| ------------------------- | --------------------------- | --------- | ------ | ------------------------ | ----------------- | ---------------------- | -------------------------- |
| 1 (2)                     | K2                          | 8611      | PK/CN  | Baltoro Muztagh          | 4017              | Mount Everest          | 4594 (Lo Mustang)          |
| 2 (11)                    | Gasherbrum I                | 8080      | PK/CN  | Baltoro Muztagh          | 2155              | K2                     | 5925 (Skyang La/Windy Gap) |
| 3 (12)                    | Broad Peak                  | 8051      | PK/CN  | Baltoro Muztagh          | 1701              | Gasherbrum I           | 6350                       |
| 4 (13)                    | Gasherbrum II               | 8034      | PK/CN  | Baltoro Muztagh          | 1523              | Gasherbrum I           | 6511 (Gasherbrum La)       |
| 5 (17)                    | Gasherbrum IV               | 7932      | PK     | Baltoro Muztagh          | 712               | Gasherbrum II          | 7220                       |
| 6 (19)                    | Distaghil Sar               | 7885      | PK     | Hispar Muztagh           | 2526              | K2                     | 5359                       |
| 7 (21)                    | Kunyang Chhish              | 7852      | PK     | Hispar Muztagh           | 1765              | Distaghil Sar          | 6087                       |
| 8 (22)                    | Masherbrum                  | 7821      | PK     | Masherbrum-Berge         | 2457              | K2                     | 5364                       |
| 9 (25)                    | Batura Sar                  | 7795      | PK     | Batura Muztagh           | 3118              | K2                     | 4677 (Mingteke-Pass)       |
| 10 (26)                   | Rakaposhi                   | 7788      | PK     | Rakaposhi-Haramosh-Berge | 2818              | K2                     | 4970 (Nushik La)           |
| 11 (28)                   | Kanjut Sar I                | 7760      | PK     | Hispar Muztagh           | 1660              | Kunyang Chhish         | 6100                       |
| 12 (31)                   | Saltoro Kangri              | 7742      | PK/IN* | Saltoro-Berge            | 2160              | K2                     | 5582 (Sia La)              |
| 13 (35)                   | Saser Kangri I              | 7672      | IN     | Saser Muztagh            | 2304              | K2                     | 5368 (Sasser-Pass)         |
| 14 (36)                   | Chogolisa                   | 7668      | PK     | Masherbrum-Berge         | 1624              | Gasherbrum I           | 6044 (Conway-Sattel)       |
| 15 (38)                   | Shispare                    | 7611      | PK     | Batura Muztagh           | 1241              | Batura Sar             | 6370                       |
| 16 (39)                   | Trivor                      | 7577      | PK     | Hispar Muztagh           | 997               | Distaghil Sar          | 6580                       |
| 17 (43)                   | Skyang Kangri               | 7545      | PK/CN  | Baltoro Muztagh          | 1085              | K2                     | 6460                       |
| 18 (45)                   | Yukshin Gardan Sar          | 7530      | PK     | Hispar Muztagh           | 1374              | Kunyang Chhish         | 6156                       |
| 19 (47)                   | Saser Kangri II             | 7518      | IN     | Saser Muztagh            | 1458              | Saser Kangri I         | 6060                       |
| 20 (48)                   | Mamostong Kangri            | 7516      | IN     | Rimo Muztagh             | 1803              | Gasherbrum I (K2)      | 5713                       |
| 21 (51)                   | Saser Kangri III            | 7495      | IN     | Saser Muztagh            | 835               | Saser Kangri I         | 6660                       |
| 22 (53)                   | Pumari Chhish               | 7492      | PK     | Hispar Muztagh           | 884               | Kunyang Chhish         | 6608                       |
| 23 (54)                   | Pasu Sar                    | 7478      | PK     | Batura Muztagh           | 647               | Batura Sar             | 6831                       |
| 24 (57)                   | Malubiting                  | 7453      | PK     | Rakaposhi-Haramosh-Berge | 2193              | Rakaposhi              | 5260                       |
| 25 (58)                   | Teram Kangri I              | 7441      | IN/CN  | Siachen Muztagh          | 1682              | Gasherbrum I (K2)      | 5759 (Turkestan La)        |
| 26 (60)                   | K12                         | 7428      | PK/IN* | Saltoro-Berge            | 1978              | Saltoro Kangri (K2)    | 5450 (Bilafond La)         |
| 27 (61)                   | Sia Kangri                  | 7424      | PK     | Baltoro Muztagh          | 642               | Gasherbrum I           | 6782                       |
| 28 (64)                   | Skil Brum                   | 7410      | PK/CN  | Baltoro Muztagh          | 1152              | K2                     | 6258                       |
| 29 (65)                   | Haramosh                    | 7406      | PK     | Rakaposhi-Haramosh-Berge | 2286              | Rakaposhi              | 5120 (Haramosh La)         |
| 30 (67)                   | Ghent Kangri I              | 7401      | PK/IN* | Saltoro-Berge            | 1493              | Saltoro Kangri         | 5908 (Sherpi Col)          |
| 31 (68)                   | Ultar Sar                   | 7388      | PK     | Batura Muztagh           | 688               | Shispare               | 6700                       |
| 32 (69)                   | Rimo Kangri I               | 7385      | IN     | Rimo Muztagh             | 1428              | Teram Kangri           | 5957 (Col Italia)          |
| 33 (71)                   | Sherpi Kangri               | 7380      | PK/IN* | Saltoro-Berge            | 1320              | Ghent Kangri           | 6060                       |
| 34 (74)                   | Momhil Sar                  | 7343      | PK     | Hispar Muztagh           | 907               | Trivor (Distaghil Sar) | 6436                       |
| 35 (76)                   | Yutmaru Sar                 | 7330      | PK     | Hispar Muztagh           | 680               | Yukshin Gardan Sar     | 6650                       |
| 36 (79)                   | Chongtar Kangri I           | 7315      | CN     | Baltoro Muztagh          | 1295              | K2                     | 6020                       |
| 37 (81)                   | Baltoro Kangri              | 7300      | PK     | Masherbrum-Berge         | 1121              | Chogolisa              | 6179 (Kondus Sattel)       |
| 38 (83)                   | Huang Guan Shan (The Crown) | 7295      | CN     | Yengisogat (Wesm-Berge)  | 1919              | K2                     | 5376 (östl. Muztagh-Pass)  |
| 39 (86)                   | Baintha Brakk (The Ogre)    | 7285      | PK     | Panmah Muztagh           | 1891              | Distaghil Sar          | 5394 (Sim La)              |
| 40 (87)                   | K6 (Baltistan Peak)         | 7282      | PK     | Masherbrum-Berge         | 1962              | Gasherbrum I (K2)      | 5320                       |
| 41 (88)                   | Muztagh Tower               | 7276      | PK/CN  | Baltoro Muztagh          | 1710              | K2                     | 5566                       |
| 42 (90)                   | Diran                       | 7266      | PK     | Rakaposhi-Haramosh-Berge | 1329              | Malubiting             | 5940                       |
| 43 (93)                   | Apsarasas Kangri I          | 7243      | IN/CN  | Siachen Muztagh          | 607               | Teram Kangri           | 6636                       |
| 44 (95)                   | Rimo Kangri III             | 7233      | IN     | Rimo Muztagh             | 613               | Rimo Kangri I          | 6620                       |
| 45 (101)                  | Malangutti Sar              | 7207      | PK     | Hispar Muztagh           | 507               | Distaghil Sar          | 6700                       |
| 46 (105)                  | Lupghar Sar                 | 7200      | PK     | Hispar Muztagh           | 730               | Momhil Sar             | 6470                       |